# Ana Katz
Pour les articles homonymes, voir Katz.
Ana Katz est une réalisatrice et actrice argentine, née le 2 novembre 1975 à Buenos Aires.

## Biographie
Ana Katz suit les cours au Colegio Nacional de Buenos Aires.

## Filmographie

### Comme actrice
- 2002 : El juego de la silla : Laura
- 2004 : Whisky : Graciela - la femme nouvellement mariée
- 2007 : La Fiancée errante : Inés
- 2010 : Lengua materna
- 2013 : El crítico : Roxana
- 2013 : Por un tiempo
- 2014 : O Que Fica : Jimena
- 2014 : Ce qu'il reste (court métrage) de Daniella Saba : Jimena
- 2015 : Mi amiga del parque : Rosa
- 2015 : La emboscada
- 2015 : Hijos Nuestros
- 2018 : Joel, une enfance en Patagonie : Marta

### Comme scénariste et réalisatrice
- 1995 : Merengue (court métrage)
- 1998 : Pantera (court métrage, aussi monteuse)
- 2001 : Ojalá corriera viento (court métrage)
- 2002 : El juego de la silla
- 2003 : Mujeres en rojo: Despedida (court métrage TV)
- 2005 : El fotógrafo (court métrage)
- 2007 : La Fiancée errante (Una novia errante)
- 2011 : Los Marziano
- 2015 : Mi amiga del parque
- 2018 : Sueño Florianópolis
- 2021 : The Dog Who Wouldn't Be Quiet (El perro que no calla)

### Comme productrice
- 2002 : El juego de la silla
- 2015 : Mi amiga del parque

## Distinctions
- Festival international du film de Karlovy Vary 2018 : Prix spécial du jury pour Sueño Florianópolis[1].